# Asceles tanarata
Asceles tanarata är en insektsart. Asceles tanarata ingår i släktet Asceles och familjen Diapheromeridae.

## Underarter
Arten delas in i följande underarter:
- A. t. tanarata
- A. t. amplior
- A. t. singapura